# ISO 3166-2:SZ
ISO 3166-2:SZ – kody ISO 3166-2 dla Eswatini.
Kody ISO 3166-2 to część standardu ISO 3166 publikowanego przez Międzynarodową Organizację Normalizacyjną. Kody te są przypisywane głównym jednostkom podziału administracyjnego, takim jak np. województwa czy stany, każdego kraju posiadającego kod w standardzie ISO 3166-1.
Aktualnie (2017) dla Eswatini zdefiniowano kody dla 4 dystryktów.
Pierwsza część oznaczenia to kod Eswatini zgodnie z ISO 3166-1, natomiast druga część oznaczenia znajdująca się po myślniku to dwuliterowy kod jednostki administracyjnej.

## Kody ISO
| Kod ISO | Nazwa jednostki administracyjnej | Rodzaj jednostki administracyjnej |
| ------- | -------------------------------- | --------------------------------- |
| SZ-HH   | Hhohho                           | dystrykt                          |
| SZ-LU   | Lubombo                          | dystrykt                          |
| SZ-MA   | Manzini                          | dystrykt                          |
| SZ-SH   | Shiselweni                       | dystrykt                          |